# Maltitol
Le maltitol (E965) est un polyol utilisé comme édulcorant de masse pour remplacer le sucre.

## Chimie
Le maltitol est un polyol (sucre alcool) appelé 4-O-α-glucopyranosyl-D-sorbitol et chimiquement proche du saccharose. Toutefois, il ne participe pas aux réactions de Maillard. Il apporte moins de calories et n'abîme pas les dents.
S'il est consommé en grande quantité, le maltitol provoque des troubles gastriques.

## Goût
Le maltitol est un édulcorant de masse cependant moins sucré que le saccharose avec près de 75-90 % de son intensité. 
Comme la plupart des polyols, il produit un effet rafraîchissant en bouche semblable à celui de l'isomalt cependant moins perceptible que celui du sorbitol ou du xylitol.

## Métabolisme
Le maltitol ne brunit pas et se caramélise après liquéfaction lorsqu'il est soumis à intense chaleur. Il n'est pas métabolisé par les bactéries buccales, et ne provoque donc pas de  caries. Il est plus lentement absorbé que le saccharose, ce qui le rend plus indiqué pour les personnes diabétiques. Sa valeur énergétique est de 2,1 calories par gramme (8,8 kJ/g) (le saccharose a une valeur de 4 cal/g (16,7 kJ/g)).
À cause de sa lente absorption, une consommation excessive peut avoir un effet laxatif, avec des symptômes de ballonnement, gaz et diarrhée. Il peut être facile pour les producteurs de l'utiliser abondamment, de par sa proximité du sucre. Cette utilisation massive peut être à l'origine de troubles gastriques. Le remplacement de sucre par du maltitol est bénéfique pour la minéralisation des dents.
Dans certains pays tels l'Australie, la Norvège, ou la Nouvelle-Zélande, son utilisation doit être tempérée par des avertissements tels « Une consommation excessive peut avoir des effets laxatifs ». Aux États-Unis, il est généralement considéré comme une substance sans danger, avec une recommandation d'avertissement d'effets laxatifs au-delà de 100 grammes par jour.